# Pont routier de Langon
Le pont routier de Langon est un pont autoroutier franchissant la Garonne. Le pont actuel est le troisième pont routier à traverser la Garonne à Langon. Il achemine la route départementale D1113, l'ancienne route nationale 113.

## Le pont moderne
L'emplacement du pont moderne, 300 mètres en aval des emplacements des anciens ponts, et près du pont ferroviaire de Langon, permet à la circulation routière d' éviter le centre ville par la rocade. Il fut construit en 1971.

## Piste cyclable
En 2016, les voies du pont ont été réaménagées et une piste cyclable protégée par une barrière en béton a été créée.

## Histoire
Le premier pont, suspendu, fut construit en 1831 par Pierre-Dominique Martin. Le premier Tour de France de 1903 venu de La Réole aurait franchi la Garonne par cet pont. 
Le deuxième pont, métallique, fut ouvert à la circulation en Décembre 1905. Après la construction du pont métallique le pont suspendu fut démoli.

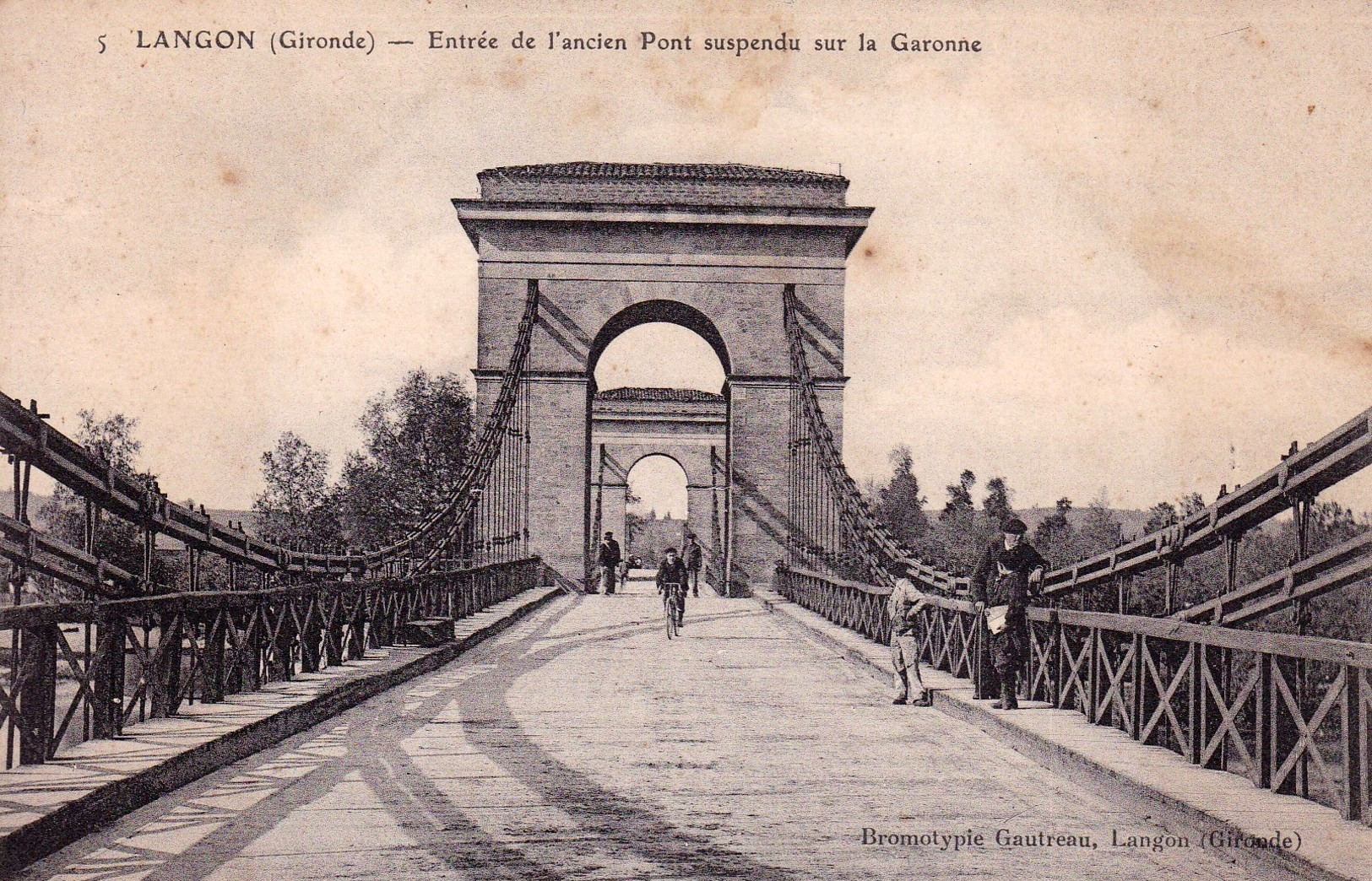
Ancien pont suspendu.
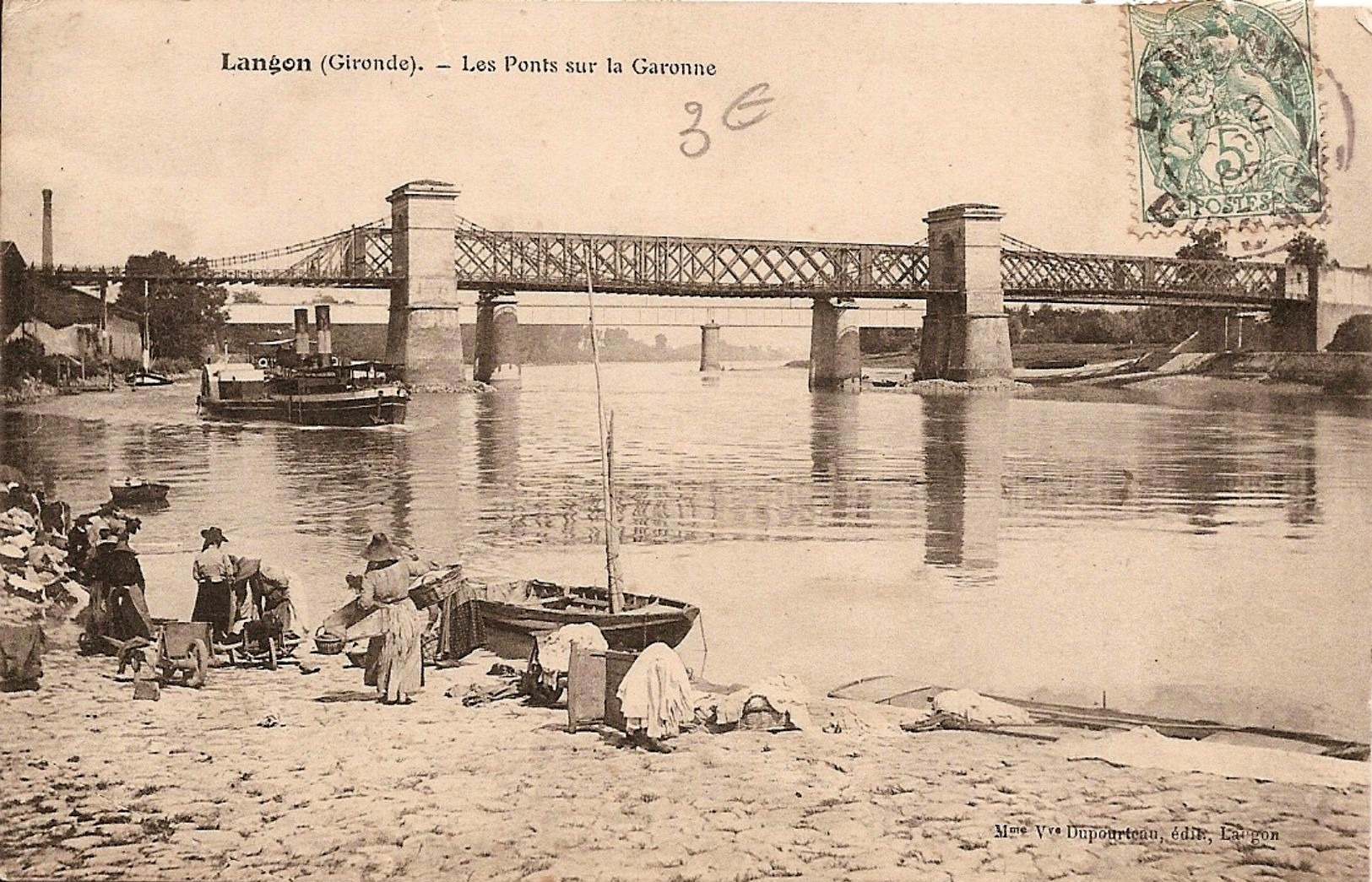
Les trois ponts: suspendu, métallique, ferroviaire. Le pont métallique n'est pas encore achevé.
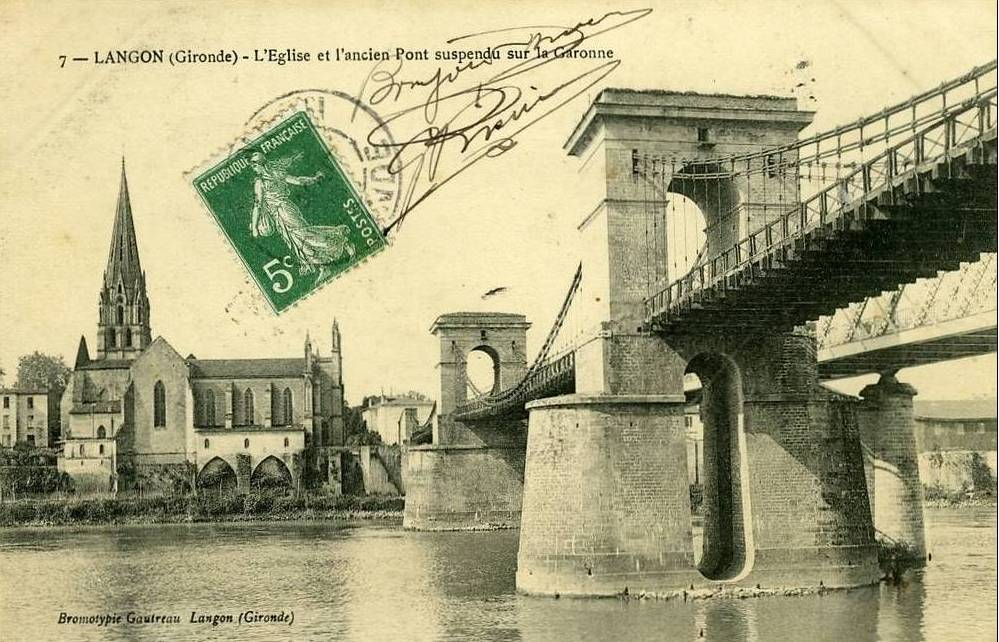
Pont suspendu amont et, en arrière plan, le pont métallique aval.
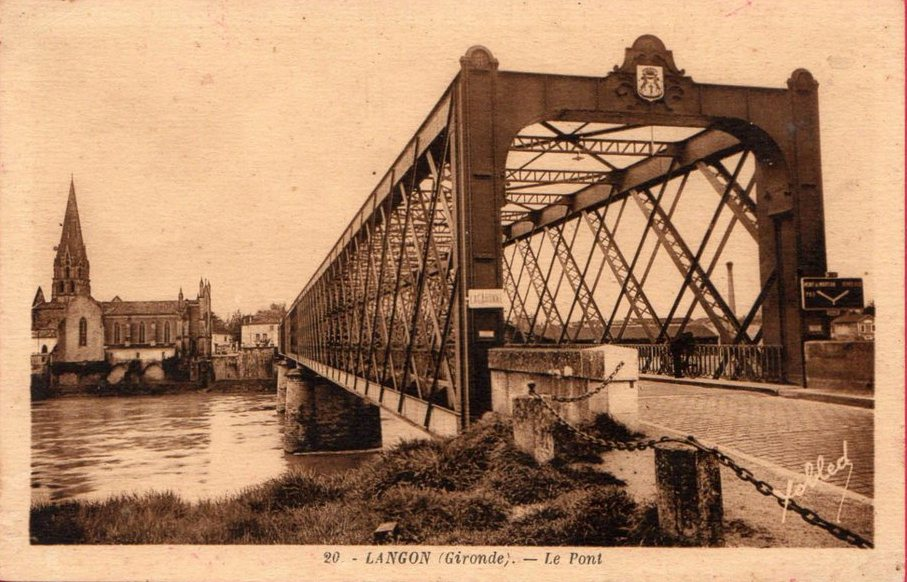
Pont métallique. Le pont suspendu a été démoli.

Le troisième pont, le pont actuel, fut construit en 1971. Après la construction du pont moderne le pont métallique fut démoli en 1975.